# Local Color (film 1914)
Local Color è un cortometraggio del 1914 diretto da Ned Finley.

## Produzione
Il film fu prodotto dalla Vitagraph Company of America.

## Distribuzione
Distribuito dalla General Film Company, il film - un cortometraggio di 600 metri, ovvero due rulli - uscì nelle sale statunitensi il 17 gennaio 1914.